# Sandtjärnen (Revsunds socken, Jämtland)
Sandtjärnen är en sjö i Bräcke kommun i Jämtland och ingår i Ljungans huvudavrinningsområde. Sjön har en area på 0,143 kvadratkilometer och ligger 277 meter över havet. Sjön avvattnas av vattendraget Holmsjöbäcken.

## Delavrinningsområde
Sandtjärnen ingår i det delavrinningsområde (696519-148007) som SMHI kallar för Utloppet av Sandtjärnen. Medelhöjden är 327 meter över havet och ytan är 12,35 kvadratkilometer. Det finns inga avrinningsområden uppströms utan avrinningsområdet är högsta punkten. Holmsjöbäcken som avvattnar avrinningsområdet har biflödesordning 3, vilket innebär att vattnet flödar genom totalt 3 vattendrag innan det når havet efter 180 kilometer. Avrinningsområdet består mestadels av skog (80 procent). Avrinningsområdet har 0,68 kvadratkilometer vattenytor vilket ger det en sjöprocent på 5,5 procent.